# Anopheles xiaokuanus
Anopheles xiaokuanus är en tvåvingeart som beskrevs av Ma 1981. Anopheles xiaokuanus ingår i släktet Anopheles och familjen stickmyggor. Inga underarter finns listade i Catalogue of Life.